# La Neuville-au-Pont

La Neuville-au-Pont este o comună în departamentul Marne, Franța. În 2009 avea o populație de 578 de locuitori.